# Письма последней надежды

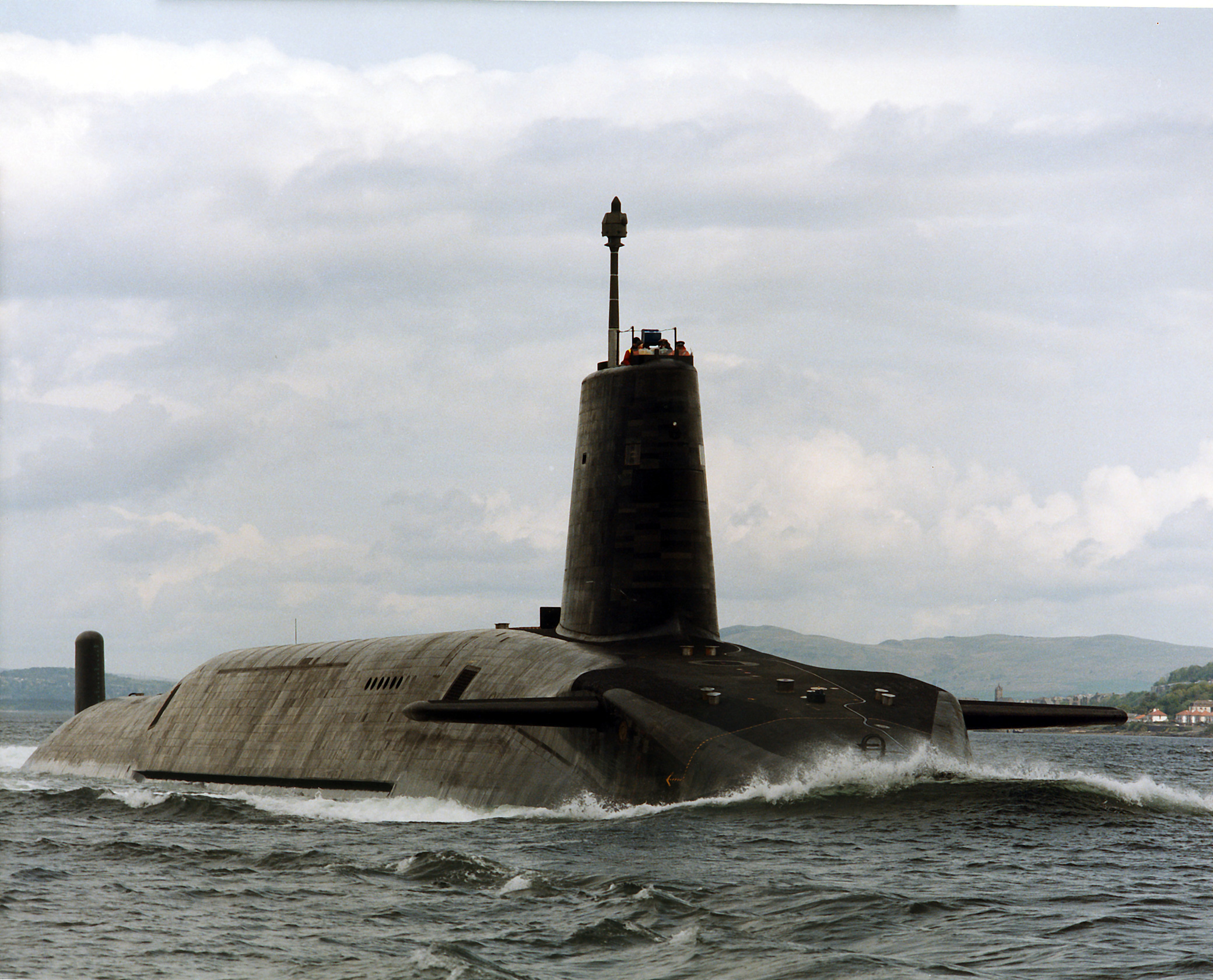
HMS Vigilant (S30), атомная подводная лодка типа «Вэнгард», может нести до 16 баллистических ракет типа «Трайдент II» с дальностью полёта 11 тыс. км, на каждой из которых может быть до 12 разделяющихся ядерных боеголовок, способных уничтожить крупный город

Письма последней надежды (англ. letters of last resort, букв. «письма о применении последнего средства») — рукописные письма, которые при вступлении в должность новый премьер-министр Великобритании пишет капитанам атомных подлодок КВМС Великобритании, оснащённых ядерным оружием (в настоящее время это письма капитанам четырёх атомных подлодок типа «Вэнгард»). Каждое письмо содержит инструкции о том, какие действия капитан атомной подлодки должен предпринять в случае, если в результате ядерного удара по Великобритании будет уничтожено правительство и погибнут премьер-министр и выбранное им некое «второе лицо», которого премьер назначит своим преемником в случае своей гибели. Личность «второго лица» всегда хранится в тайне, однако на его должность обычно назначались высокопоставленный член кабинета министров, заместитель самого премьер-министра или первый министр.
Письмо хранится в надёжном сейфе на каждой из атомных субмарин: в частности, на борту субмарины «Вэнгард» оно спрятано в двойном сейфе в главном командном пункте. Оно вскрывается немедленно не только в случае гибели премьер-министра и «второго лица», но и в случае, если ни с кем из них невозможно установить связь. Как правило, отдать приказ на применение ядерного оружия может только премьер-министр (либо же назначенное им «второе лицо») — и только он является единственным, кто знает содержимое письма. В случае, если письмо будет вскрыто и будут выполнены указанные в нём инструкции, данное решение о применении или неприменении ядерного оружия автоматически станет последним, принятым уже несуществующим правительством Великобритании. В случае, если премьер-министр покидает свой пост, письма немедленно уничтожаются и даже не вскрываются.

## Процесс
Все письма составляются немедленно после того, как к своим обязанностям приступает новый премьер-министр. Перед этим начальник штаба обороны Великобритании точно объясняет премьер-министру, какой ущерб может нанести баллистическая ракета «Трайдент». Составленные письма отправляются на субмарины, а письма прежнего премьер-министра немедленно уничтожаются даже без предварительного распечатывания. Одним из тех, кто помогал минимум двум премьер-министрам составлять подобные письма, был бывший секретарь кабинета министров Робин Батлер (англ. Robin Butler), который в интервью 2010 года BBC заявил, что только непосредственный автор письма знает, какие именно заложены там инструкции.
В случае нанесения ядерного удара по стране и гибели премьер-министра и назначенного им «второго лица» командир любой атомной подлодки, несущей патрульную службу, должен произвести ряд проверок и провести комплекс мероприятий, прежде чем он убедится, что необходимо вскрыть «письма последней надежды». Согласно книге Питера Хеннесси «Тайное государство: Уайтхол и Холодная война, 1945—1970» (англ. The Secret State: Whitehall and the Cold War, 1945 to 1970), командир подводной лодки должен был определить, продолжает ли работу британское правительство, путём проведения ряда действий: в частности, он должен был убедиться, что радиостанция BBC Radio 4 продолжает свою работу.
В 1983 году во время развития британской ядерной программы «Поларис» капитанам предписывалось вскрыть письма в случае, если была совершена очевидная ядерная атака или если вся радиопередача на ВМС прекращалась больше чем на 4 часа. Согласно интервью коммандера Ричарда Линдси (англ. Richard Lindsey) от 2008 года, командира подлодки «Вэнгард», в случае возникновения соответствующей ситуации ему необходимо было бы открыть сейф, достать письмо и «без вопросов» выполнить все инструкции, изложенные в письме.

## Варианты действий
Точное содержимое письма всегда остаётся в тайне и известно только автору письма: прежде не было ни единого случая, когда приходилось вообще открывать сейф с заветным письмом. Однако в декабре 2008 года в передаче «Человекокнопка» (англ. The Human Button), вышедшей на BBC Radio 4, было озвучено, что премьер-министр всегда выбирает один из четырёх вариантов действий, которые должен предпринять капитан:
- обязательно нанести ответный удар с применением ядерного оружия;
- ни в коем случае не наносить ответный ядерный удар;
- действовать на собственное усмотрение;
- при первой же возможности уйти в территориальные воды другой страны и перевести лодку под командование ВМС этой страны (обычно подразумеваются Австралия или США).

В 2016 году газета The Guardian сообщила, что присутствуют следующие варианты: «Перейти под командование США, если это возможно» (англ. Put yourself under the command of the US, if it is still there), «Уйти в Австралию» (англ. Go to Australia), «Нанести ответный удар» (англ. Retaliate) и «Действовать по своему усмотрению» (англ. Use your own judgement).
Питер Хеннесси писал, что доклад начальника штаба обороны о том, какой ущерб могут нанести ракеты и что именно за письмо необходимо составить, потрясал каждого премьер-министра, заставляя их осознавать весь груз ответственности. Согласно интервью 2008 года бывшего начальника штаба обороны Чарльза Гутри, Тони Блэр вёл себя «крайне тихо», когда занялся подготовкой письма, а некоторые свидетели утверждали, что Блэр даже побледнел в этот момент. Джон Мейджор, готовясь составить письмо, отменил запланированную поездку в загородную резиденцию Чекуэрс и отправился домой в Хантингтон: эту процедуру он называл позже «одной из самых сложных вещей, которые ему приходилось когда-либо делать».
В очень редких случаях премьер-министры решались раскрыть содержание писем. Нередко они составляли большие письма о военном деле, судьбе нации в случае вооружённого конфликта и этическом аспекте применения ядерного оружия. Среди британских политиков были противники применения ядерного оружия, считавшие немыслимым нанесение ответного удара с гибелью миллионов гражданских по обе стороны фронта: министр обороны в 1964—1970 годах Денис Хили заявил, что никогда бы не пошёл на такой шаг, будь он премьер-министром. Лидер оппозиции Джереми Корбин также публично заявлял, что отдал бы приказ ни в коем случае не применять ядерное оружие. Среди сторонников применения ядерного оружия известен занимавший пост премьер-министра в 1976—1979 годах Джеймс Каллагэн: в 1988 году в интервью Би-би-си он сказал, что если бы настал подобный момент, он бы отдал приказ на запуск баллистических ракет. В то же время он добавил, что не смог бы никогда простить себя за это решение.

## В культуре
- В 2012 году Дэвидом Грегом была поставлена пьеса «Письмо последней надежды» (англ. The Letter of Last Resort), посвящённая последствиям и парадоксам писем[18]. Первая постановка пьесы прошла в феврале того года в рамках цикла пьес «Бомба» (англ. The Bomb) в театре Трайцикл[англ.] (режиссёр Николас Кент[англ.], в роли премьер-министра — Белинда Лэнг[англ.], в роли советника — Саймон Чендлер[англ.][19]. Постановка состоялась в том же году в эдинбургском театре Трэверс[англ.] и на фестивале Эдинбург Фриндж[20]. 1 июня 2013 года состоялась радиопостановка на BBC Radio 4 с теми же актёрами[21].
- В сериале 2014 года «Игра[англ.]» упоминаются попытки советской разведки узнать содержимое писем[22].